# Anommonia schwabi
Anommonia schwabi är en tvåvingeart som beskrevs av Schmitz 1917. Anommonia schwabi ingår i släktet Anommonia och familjen hoppflugor. Inga underarter finns listade i Catalogue of Life.